# Rošnjače
Rošnjače är ett samhälle i Bosnien och Hercegovina.   Det ligger i entiteten Federationen Bosnien och Hercegovina, i den sydvästra delen av landet, 110 km väster om huvudstaden Sarajevo. Rošnjače ligger 921 meter över havet och antalet invånare är 140.
Terrängen runt Rošnjače är varierad. Närmaste större samhälle är Tomislavgrad, 18,9 km nordost om Rošnjače. 
Omgivningarna runt Rošnjače är en mosaik av jordbruksmark och naturlig växtlighet. Runt Rošnjače är det ganska tätbefolkat, med 93 invånare per kvadratkilometer.